# Élections législatives danoises de 1979
Les élections législatives danoises de 1979 ont eu lieu le 23 octobre 1979.

## Contexte
À la suite des élections précédentes, le social-démocrate Anker Jørgensen se maintient au poste de Premier ministre à la tête d'un gouvernement minoritaire de coalition rassemblant des membres de son parti et la Venstre. En 1978, Anker Jørgensen forme un nouveau gouvernement ne rassemblant que des sociaux-démocrates. Ces élections se tiennent deux ans avant la fin du mandat des députés. Pour la première fois, les jeunes âges de 18 à 20 ans peuvent voter.

## Système électoral
Les 179 députés du Folketing sont élus au suffrage universel direct pour un mandat de quatre ans via un système électoral mixte associant un scrutin proportionnel plurinominal dans le cadre de circonscriptions associé à une répartition par compensation.
Les 179 députés sont répartis comme suit, :
- 175 pour le Danemark propre ;
- 2 pour les Îles Féroé ;
- 2 pour le Groenland.

## Résultats

### Danemark métropolitain
| Inscrits                          | Inscrits                 | Inscrits                 | 3 731 711 |             |                       |                       |
| Abstentions                       | Abstentions              | Abstentions              | 537 366   | 14,4 %      |                       |                       |
| Votants                           | Votants                  | Votants                  | 3 194 345 | 85,6 %      |                       |                       |
|                                   |                          |                          |           |             |                       |                       |
| Bulletins enregistrés             | Bulletins enregistrés    | Bulletins enregistrés    | 3 194 345 |             |                       |                       |
| Bulletins blancs ou nuls          | Bulletins blancs ou nuls | Bulletins blancs ou nuls | 23 343    | 0,73 %      |                       |                       |
| Suffrages exprimés                | Suffrages exprimés       | Suffrages exprimés       | 3 171 002 | 99,27 %     | 175 sièges à pourvoir | 175 sièges à pourvoir |
|                                   |                          |                          |           |             |                       |                       |
| Liste                             | Tête de liste            |                          | Suffrages | Pourcentage | Sièges acquis         | Var.                  |
| Social-démocratie                 | Anker Jørgensen          |                          | 1 213 456 | 38,27 %     | 68 / 175              | +3                    |
| Venstre                           | Henning Christophersen   |                          | 396 484   | 12,5 %      | 22 / 175              | +1                    |
| Parti populaire conservateur      | Ib Stetter               |                          | 395 653   | 12,48 %     | 22 / 175              | +7                    |
| Parti du progrès                  | Mogens Glistrup          |                          | 349 243   | 11,01 %     | 20 / 175              | -6                    |
| Parti populaire socialiste        | Gert Petersen            |                          | 187 284   | 5,91 %      | 11 / 175              | +4                    |
| Parti social-libéral danois       | Niels Helveg Petersen    |                          | 172 365   | 5,44 %      | 10 / 175              | +4                    |
| Socialistes de gauche             | Direction collective     |                          | 116 047   | 3,66 %      | 6 / 175               | +1                    |
| Démocrates du centre              | Erhard Jakobsen          |                          | 102 132   | 3,22 %      | 6 / 175               | -5                    |
| Parti de la justice               | Direction collective     |                          | 83 238    | 2,62 %      | 5 / 175               | -1                    |
| Chrétiens démocrates              | Flemming Kofod-Svendsen  |                          | 82 133    | 2,59 %      | 5 / 175               | -1                    |
| Parti communiste du Danemark      | Jørgen Jensen            |                          | 58 901    | 1,86 %      | 0 / 175               | -7                    |
| Parti communiste des travailleurs | Benito Scocozza          |                          | 13 070    | 0,41 %      | 0 / 175               | n/a                   |
| Indépendants                      | Néant                    |                          | 996       | 0,03 %      | 0 / 175               | =                     |

### Féroé
| Inscrits                        | Inscrits                 | Inscrits                 | 28 717    |             |                     |                     |
| Abstentions                     | Abstentions              | Abstentions              | 9 936     | 34,6 %      |                     |                     |
| Votants                         | Votants                  | Votants                  | 18 781    | 65,4 %      |                     |                     |
|                                 |                          |                          |           |             |                     |                     |
| Bulletins enregistrés           | Bulletins enregistrés    | Bulletins enregistrés    | 18 781    |             |                     |                     |
| Bulletins blancs ou nuls        | Bulletins blancs ou nuls | Bulletins blancs ou nuls | −217      | −1,16 %     |                     |                     |
| Suffrages exprimés              | Suffrages exprimés       | Suffrages exprimés       | 18 998    | 101,16 %    | 2 sièges à pourvoir | 2 sièges à pourvoir |
|                                 |                          |                          |           |             |                     |                     |
| Liste                           | Tête de liste            |                          | Suffrages | Pourcentage | Sièges acquis       | Var.                |
| Parti de l'union                | Néant                    |                          | 5 700     | 30 %        | 1 / 2               | +1                  |
| Parti social-démocrate          | Néant                    |                          | 4 435     | 23,34 %     | 1 / 2               | =                   |
| Tjóðveldi                       | Néant                    |                          | 3 386     | 17,82 %     | 0 / 2               | =                   |
| Parti du peuple                 | Néant                    |                          | 3 005     | 15,82 %     | 0 / 2               | =                   |
| Parti du progrès et de la pêche | Néant                    |                          | 878       | 4,62 %      | 0 / 2               | n/a                 |
| Parti de l'autogouvernement     | Néant                    |                          | 797       | 4,2 %       | 0 / 2               | =                   |
| Indépendants                    | Néant                    |                          | 797       | 4,2 %       | 0 / 2               | =                   |

### Groenland
| Inscrits                 | Inscrits                 | Inscrits                 | 30 202    |             |                     |                     |
| Abstentions              | Abstentions              | Abstentions              | 15 010    | 49,7 %      |                     |                     |
| Votants                  | Votants                  | Votants                  | 15 192    | 50,3 %      |                     |                     |
|                          |                          |                          |           |             |                     |                     |
| Bulletins enregistrés    | Bulletins enregistrés    | Bulletins enregistrés    | 15 192    |             |                     |                     |
| Bulletins blancs ou nuls | Bulletins blancs ou nuls | Bulletins blancs ou nuls | 957       | 6,3 %       |                     |                     |
| Suffrages exprimés       | Suffrages exprimés       | Suffrages exprimés       | 14 235    | 93,7 %      | 2 sièges à pourvoir | 2 sièges à pourvoir |
|                          |                          |                          |           |             |                     |                     |
| Liste                    | Tête de liste            |                          | Suffrages | Pourcentage | Sièges acquis       | Var.                |
| Atassut                  | Néant                    |                          | 6 390     | 44,89 %     | 1 / 2               | n/a                 |
| Siumut                   | Néant                    |                          | 6 273     | 44,07 %     | 1 / 2               | n/a                 |
| Parti travailliste       | Néant                    |                          | 1 572     | 11,04 %     | 0 / 2               | =                   |